# Wallah (arabisch)

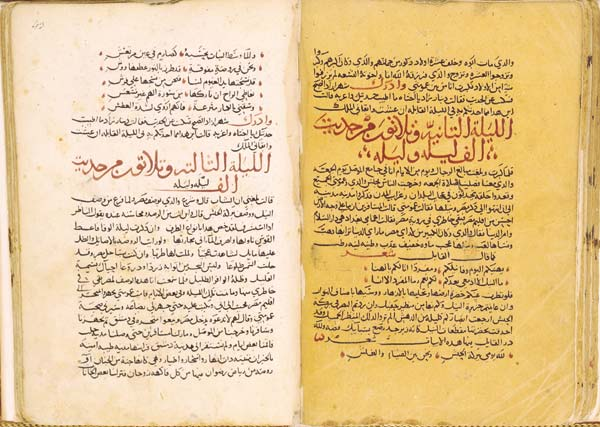
Galland-Handschrift arabischer Märchen mit der häufigen Wendung Wallah (arabisches Manuskript des 18. Jahrhunderts, Bibliothèque nationale de France)

Wallah  (arabisch والله, DMG wa-llāh) ist eine arabische Schwurformel mit der Bedeutung „bei Gott“. Vollständig vokalisiert lautet die Form wa-llāhi. Eine Variante ist bi-llāhi (billahi, wörtl. „mit Gott“). Der Schwur wird genutzt, um ein Versprechen zu geben oder die Glaubwürdigkeit einer Aussage zu betonen.

## Verwendung im islamischen Kontext
Schwüre mit der Form wallahi sind in den Hadithen belegt.
Der Missbrauch eines Schwures wird im Islam als Sünde betrachtet. Wird ein Schwur nicht eingehalten, ist nach islamischer Tradition eine Sühnezahlung zu entrichten (arabisch kaffāra, türkisch kefâret).

## Deutsche Übersetzung
Die erste allgemeine Verbreitung des auf Deutsch übersetzten Ausrufs „Bei Allah, ich schwöre!“ bzw. damit vergleichbare syntaktische Varianten davon erfolgten durch die Publikation von Märchen aus dem arabischen Kulturraum, in erster Linie durch den Sammelband Tausendundeine Nacht im 19. Jahrhundert. Dabei handelt es sich um eine Sammlung ursprünglich teilweise brutaler und erotischer Erzählungen für Erwachsene, die 1704 bis 1708 erstmals vom französischen Orientalisten Antoine Galland übersetzt und entschärft wurden. August Ernst Zinserling übersetzte den Text nach der französischen Übertragung von Joseph von Hammer-Purgstall in der Zeit von 1823 bis 1824 ins Deutsche. Eine nochmals entschärfte Version wurde 1839 – verfremdet als „Märchen für Kinder“ – veröffentlicht.

## Ethno- bzw. Soziolekt

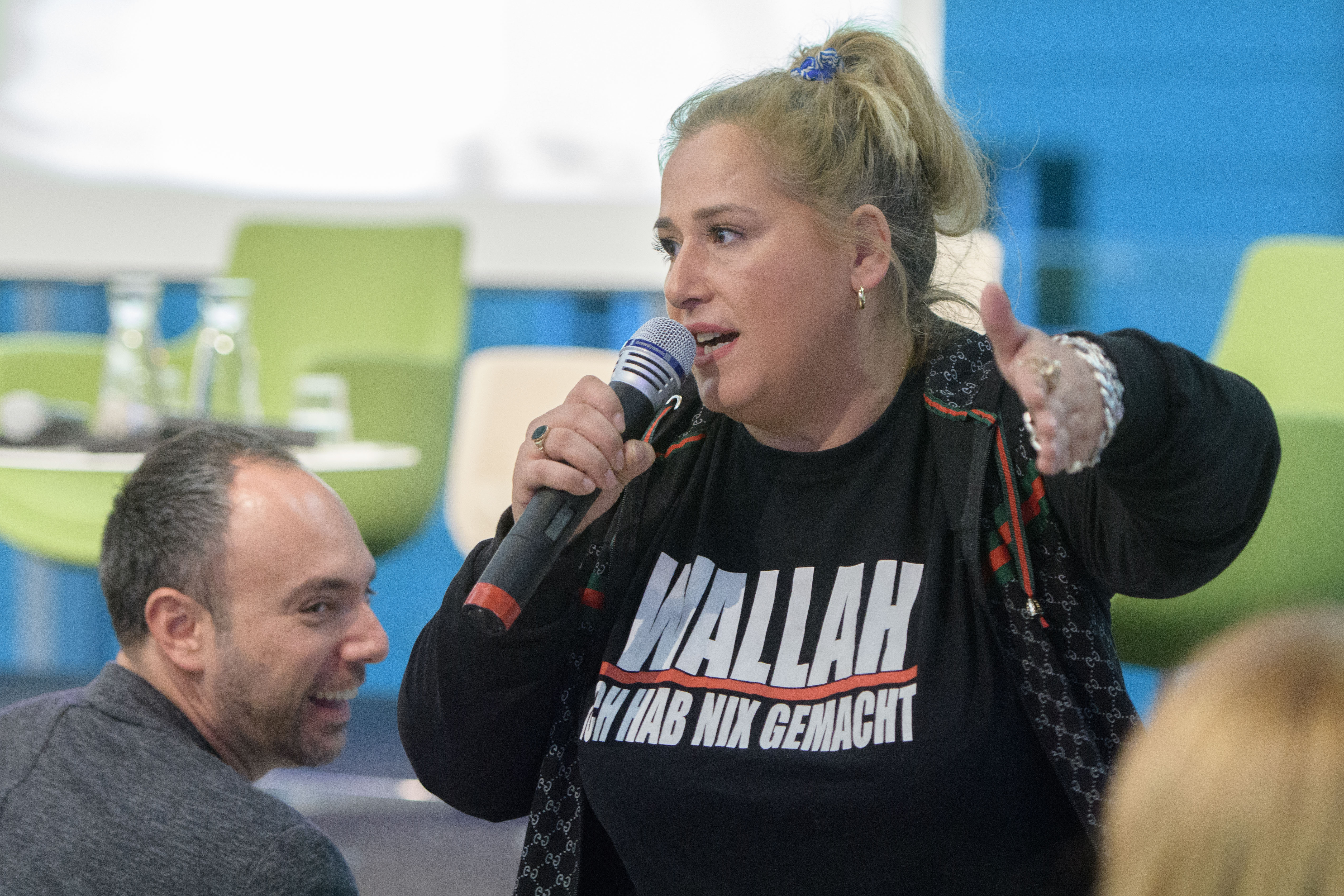
Idil Baydar mit T-Shirt „Wallah – ich hab nix gemacht“ (2018)

Der Ausruf „Wallah!“ wie auch die deutsche Übersetzung „Ich schwöre!“ wurde in den Soziolekt deutschsprachiger muslimischer Jugendlicher übernommen. Beide werden als Anhängsel zur Bekräftigung eines Satzes benutzt wie beispielsweise „Der Film ist richtig gut, wallah!“, „Ich ruf dich morgen an, wallah!“ oder „Ich habe es nicht gewusst, ich schwöre!“.
Auch der spanische Beifallsruf ¡olé! könnte nach Ansicht des US-amerikanischen Historikers Saul S. Friedman auf das andalusische Arabisch zurückgehen.